# 1961 في ألمانيا
فيما يلي قوائم الأحداث التي وقعت خلال عام 1961 في ألمانيا.

## سياسة

### تعيين في المنصب
- 14 نوفمبر – غيرهارد شرودر وزير الخارجية.
- 14 نوفمبر – فالتر شيل الوزارة الاتحادية للتعاون الاقتصادي والتنمية.

### انتهاء فترة المنصب
- 30 أكتوبر – هاينريش فون برنتانو وزير الخارجية.
- 31 أكتوبر – فرانتس مايرز رئيس البوندسرات.
- 13 نوفمبر – غيرهارد شرودر وزير الداخلية الاتحادي.

## رياضة
- 1 يناير – بطولة العالم لكرة اليد للرجال 1961
- 6 أغسطس – جائزة ألمانيا الكبرى 1961 الفائز ستيرلنغ موس.

## مواليد

### يناير
- 1 يناير – بياتريكس مانيل
- 1 يناير – فيولا شفيق
- 11 يناير – كارل من هابسبورغ سياسي نمساوي.
- 24 يناير – ناستازيا كينسكي ممثلة ألمانية.
- 31 يناير – تورستن ميكايليس ممثل ألماني.

### فبراير
- 1 فبراير – أرمين فيه
- 10 فبراير – إيفا بفاف لاعبة كرة مضرب ألمانية.
- 18 فبراير – أرمين لاشيت رئيس الوزراء الحادي عشر لولاية شمال الراين - ويستفاليا.

### مارس
- 21 مارس – لوتار ماتيوس لاعب كرة قدم ألماني.

### أبريل
- 5 أبريل – مايكل بيجلر مدرب كرة يد ألماني.
- 23 أبريل – ديرك باش ممثل ألماني.
- 30 أبريل – توماس شاف

### مايو
- 3 مايو – ماتياس زيمر سياسي ألماني.
- 8 مايو – أندريا بولاك
- 8 مايو – هانز فروم مصوّر سينمائي ألماني.
- 10 مايو – هنري أرنولد ممثل ألماني.
- 12 مايو – توماس دولي
- 20 مايو – نوربرت نيمان كاتب ألماني.

### يونيو
- 9 يونيو – فولفرام فلايشهاور كاتب ألماني.
- 9 يونيو – كلاوس بيشوف لاعب شطرنج ألماني.
- 12 يونيو – هانيلورة كرافت رئيسة الوزراء العاشرة لولاية شمال الراين - وستفاليا (2010-2017).
- 14 يونيو – هارتموت بولتس درّاج طريق ألماني.
- 20 يونيو – كارين إنكه
- 22 يونيو – بيتر كيلر لاعب كرة قدم ألماني.
- 26 يونيو – بيتر فون هالر مصوّر سينمائي ألماني.

### يوليو
- 1 يوليو – فريدي شميدتكي درّاج طريق ألماني.

### أغسطس
- 3 أغسطس – جوشن فيلدمان فيزيائي ألماني.
- 8 أغسطس – فرانك برينكمان
- 28 أغسطس – ستيفان ارندت منتج أفلام ألماني.

### سبتمبر
- 13 سبتمبر – بيتر مورينج
- 14 سبتمبر – مارتينا غيدك ممثلة ألمانية.

### نوفمبر
- 17 نوفمبر – فولفرام فوتكه لاعب كرة قدم ألماني.

### ديسمبر
- 1 ديسمبر – آرمين مايفيس مجرم ألماني.
- 3 ديسمبر – كورنيليا مانيكوفسكي كاتبة ألمانية.
- 21 ديسمبر – بيرند جيربر لاعب كرة قدم ألماني.
- 27 ديسمبر – غيدو فيسترفيله سياسي ألماني.
- 31 ديسمبر – راينر إرنست لاعب كرة قدم ألماني.

## وفيات

### فبراير
- 23 فبراير – هانز راو (مواليد 1881) فيزيائي ألماني.

### مارس
- 12 مارس – كيته ميته (مواليد 1893) مترجمة ألمانية.
- 15 مارس – ماريا بلوم (مواليد 1890)

### مايو
- 1 مايو – هوغو فيرنر (مواليد 1882) ممثل ألماني.
- 6 مايو – ثيودور كارل هرتزوغ (مواليد 1880)

### أغسطس
- 18 أغسطس – يونارد فرانك (مواليد 1882) كاتب ألماني.

### سبتمبر
- 10 سبتمبر – فولفغانغ فون تريبس (مواليد 1928) سائق فورمولا 1 ألماني.
- 12 سبتمبر – كارل هيرمان (مواليد 1898) فيزيائي ألماني.

### أكتوبر
- 21 أكتوبر – كارل كورش (مواليد 1886) سياسي ألماني.

### ديسمبر
- 23 ديسمبر – كورت ماير (مواليد 1910) ضابط ألماني.
- 25 ديسمبر – أوتو لوفي (مواليد 1873)